# Bostrichoidea
Super-famille
Les Bostrichoidea sont une super-famille d'insectes coléoptères qui regroupe les familles suivantes :
- Anobiidae Fleming, 1821
- Bostrichidae Latreille, 1802
- Dermestidae Latreille, 1804
- Endecatomidae LeConte, 1861
- Nosodendridae Erichson, 1846
- Ptinidae Latreille, 1802

et parfois
- Jacobsoniidae Heller, 1926